# Freddie Frith
Frederick "Freddie" Lee Frith, född den 30 maj 1909, död den 24 maj 1988 var en brittisk roadracingförare som vann 350GP 1949.
Frith blev som Nortonförare på kort tid en av Englands främsta. Han vann 1936 Englands TT, Juniorloppet, och 1937 Seniorloppet samt 1936 B-klassen i Europas och Sveriges GP och C-klassen i Ulster GP.

## Segrar 350GP
| Nr | Grand Prix    | År   |
| -- | ------------- | ---- |
| 1  | Isle of Man   | 1949 |
| 2  | Schweiz       | 1949 |
| 3  | Nederländerna | 1949 |
| 4  | Belgien       | 1949 |
| 5  | Nordirland    | 1949 |